# Ungulinidae
Ungulinidae är en familj av musslor. Ungulinidae ingår i överfamiljen Lucinoidea, ordningen Veneroida, klassen musslor, fylumet blötdjur och riket djur. Enligt Catalogue of Life omfattar familjen Ungulinidae 22 arter.
Kladogram enligt Catalogue of Life:
| Ungulinidae | \| \| Diplodonta \| \| \| \| \| \| Felaniella \| \| \| \| |
|             | \| \| Diplodonta \| \| \| \| \| \| Felaniella \| \| \| \| |
|             | Cyrenoididae                                              |
|             |                                                           |
|             | Fimbriidae                                                |
|             |                                                           |
|             | Lucinidae                                                 |
|             |                                                           |
|             | Thyasiridae                                               |
|             |                                                           |
|             | Diplodonta                                                |
|             |                                                           |
|             | Felaniella                                                |
|             |                                                           |

|  | Diplodonta |
|  |            |
|  | Felaniella |
|  |            |